# فرفیون جنگلی
فرفیون جنگلی (نام علمی: Euphorbia amygdaloides) نام یک گونه از سرده فرفیون است.